# Festival Unasur Cine
El Festival UNASUR Cine fue un festival internacional de cine de los países miembros de UNASUR, pensado como un espacio de encuentro cultural entre los países que la integran. Se realizó entre los años 2012 y 2014.

## Palmarés

### 2012

#### Sección largometrajes de ficción
- Mejor Largometraje Ficción: Infancia Clandestina de Benjamín Ávila
- Mejor Director: Pablo Stoll por "3"
- Mejor Producción: Eu receberia as piores noticias dos seus lindos lábios de Beto Brant y Renato Ciasca
- Mejor Actriz: Francisca Gavilán en Violeta se fue a los cielos de Andrés Wood
- Mejor Actor: Luis Dubó en “El Año del Tigre” de Sebastián Lalio - Chile
- Actriz/Actor Revelación: Fátima Buntinx en “Las Malas Intenciones” de Rosario García Montero - Perú
- Mejor Fotografía: “Los Salvajes” de Alejandro Fadel – Argentina
- Mejor Música: “El año del tigre” de Sebastián Lalio – Chile
- Mejor Dirección de Arte: El último Elvis de Armando Bo – Argentina
- Mejor Vestuario: El último Elvis de Armando Bo – Argentina
- Mejor Caracterización y Maquillaje: Violeta se fue a los cielos de Andrés Wood
- Mejor Guion: El último Elvis de Armando Bo – Argentina
- Premio Innovación: “Porfirio” de Alejandro Landes - Colombia, Argentina, España, Uruguay, Francia

#### Sección largometrajes documentales
- Mejor Largometraje Documental “Nacer” de Sergio Caballero y Con mi corazón en Yambo de María Fernanda Restrepo
- Mejor Director: Ulises Rossel por “El Etnógrafo”
- Mejor Producción: Con mi corazón en Yambo de María Fernanda Restrepo
- Mejor Fotografía: “El Etnógrafo” de Ulises Rossel
- Mejor Música: “Chacarera” de Miguel Miño, “Tropicalia” de Marcelo Machado
- Mejor Dirección de Arte: “Tropicalia” de Marcelo Machado
- Mejor Montaje: “Tropicalia” de Marcelo Machado
- Premio Innovación: “Tren Paraguay” de Mauricio Rial Banti

#### Sección de cortometrajes
- Mejor Cortometraje: “Noelia” de María Alché
- Mejor Director: María Alché por “Noelia”
- Mejor Producción: “¡Una carrerita, doctor!” de Julio O. Ramos
- Mejor Fotografía: “¡Una carrerita, doctor!” de Julio O. Ramos
- Mejor Actriz: Laila Maltz en “Noelia” de María Alché
- Mejor Actor: Fabio Espósito en “A noite dos palhaços mudos” de Juliano Luccas
- Mejor Música: “Extraños” de Valeria Bolivar
- Mejor Dirección de Arte: “Aquém das nuvens” de Renata Martins
- Mejor Guion: “¡Una carrerita, doctor!” de Julio O. Ramos
- Premio “Alta Definición Argentina”Mejor Director: Pablo Stoll por “3”
- Premio “Vino Argentino” Mejor Proyecto de cortometraje del concurso “Vino Argentino” “Tres Latitudes” de Federico Peretti y Ansilta Grizas